# Crempigny-Bonneguête
Crempigny-Bonneguête is een gemeente in het Franse departement Haute-Savoie (regio Auvergne-Rhône-Alpes) en telt 233 inwoners (2005). De plaats maakt deel uit van het arrondissement Annecy.

## Geografie
De oppervlakte van Crempigny-Bonneguête bedraagt 5,7 km², de bevolkingsdichtheid is 40,9 inwoners per km².
De onderstaande kaart toont de ligging van Crempigny-Bonneguête met de belangrijkste infrastructuur en aangrenzende gemeenten.

## Demografie
Onderstaande figuur toont het verloop van het inwonertal (bron: INSEE-tellingen).

1. ↑  Populations de référence 2022.